# IC 1130
IC 1130 ist eine Spiralgalaxie vom Hubble-Typ Sc im Sternbild Schlange nördlich des Himmelsäquators. Sie ist schätzungsweise 615 Millionen Lichtjahre von der Milchstraße entfernt. Im selben Himmelsareal befinden sich u. a. die Galaxien NGC 5962, NGC 5972, NGC 5977.
Das Objekt wurde am 29. Mai 1889 von Guillaume Bigourdan entdeckt.